# 耶萨
耶萨（西班牙語：Yesa）是西班牙纳瓦拉的一个市镇。总面积23平方公里，总人口257人（2001年），人口密度11人/平方公里。